# ColorADD

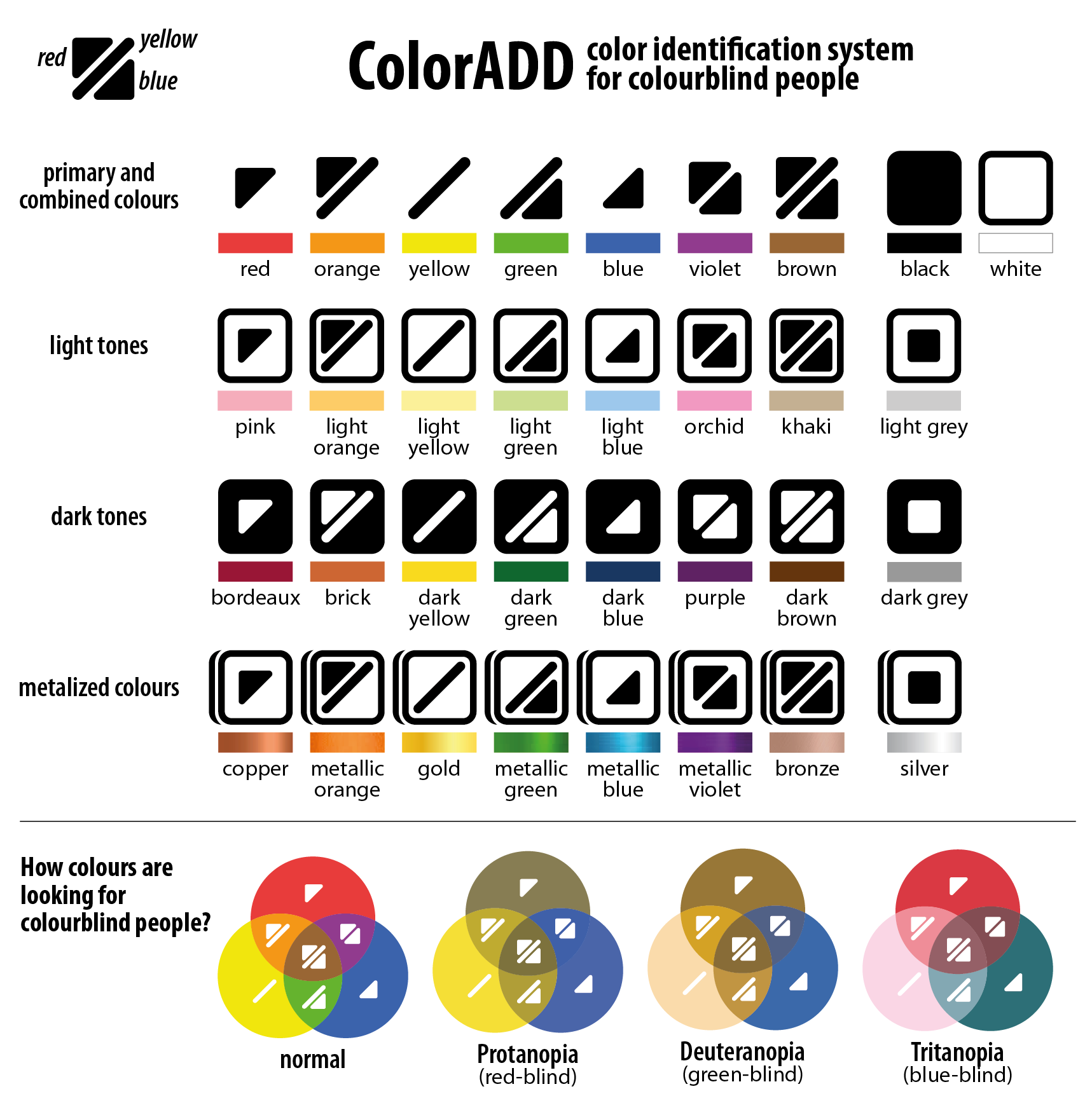
Código de identificación de colores ColorADD.

El código ColorADD, o simplemente ColorADD, es un sistema gráfico de identificación de los colores concebido para las personas que padecen de daltonismo. El código está basado en cinco símbolos gráficos, los correspondientes a los tres colores primarios, más el blanco y el negro, cuya combinación representa una amplia gama de diferentes colores y tonalidades. Este sistema fue realizado por el diseñador portugués y Emprendedor Social de Ashoka Miguel Neiva, profesor e investigador de la Universidad del Miño, y presentado internacionalmente en el congreso TEDxO'Porto de la ciudad de Oporto en el año 2010.

## Descripción
El sistema consiste en representar los colores por medio de símbolos fáciles de conservar en la memoria. Los símbolos básicos son tres: una barra diagonal representa el amarillo, un triángulo que apunta hacia la derecha para el azul y un triángulo en el sentido opuesto al anterior para el rojo. La combinación de estos tres símbolos completan los cuatro colores restantes del arcoíris: naranja, púrpura y verde.
El color negro se representa con un cuadrado negro y el blanco con un cuadrado blanco con el borde negro. Los tonos grises se obtienen así: el cuadro blanco con un pequeño cuadro negro en el interior para el gris claro, y el cuadro negro con un pequeño cuadro blanco en el interior para el gris oscuro. Los símbolos de los siete colores del párrafo anterior pueden ir enmarcados en un cuadro blanco, obteniéndose así las correspondientes tonalidades claras, o en uno negro para las tonalidades oscuras de cada color.
Adicionalmente se utiliza un elemento especial, un paréntesis negro; si este va antepuesto al carácter del amarillo oscuro, el nuevo símbolo representa al color dorado, y si va antepuesto al carácter del gris claro, entonces se trata del color plateado.
En resumen se utilizan 13 símbolos para representar los colores fundamentales: los siete del arcoíris, más el blanco, el negro, el dorado, el plateado y dos tonalidades de gris. Aparte de 14 símbolos para representar las dos tonalidades básicas, claro y oscuro, de los siete colores del arcoíris. Lo que hace un total de 27 símbolos, con los que se puede representar de una manera general y simplificada la gran variedad de colores que el ojo humano percibe en condiciones normales.

## Aplicaciones
Este código tiene un gran campo de aplicación para ayudar a la gente con problemas de daltonismo a llevar una vida sin los problemas que les acarrea el no distinguir correctamente los colores. Entre otros, los principales campos de aplicación de este código son:
- Educación: desde el material educativo como los separadores de asignaturas, los lápices de colores, acuárelas, hasta el material didáctico y los programas de aprendizaje por ordenador.
- Salud: los sistemas de señalización de los hospitales, las hojas médicas y bandas del sistema de triaje o atención a pacientes en urgencias, las etiquetas de los productos farmacéuticos, colores en las inyecciones, los medicamentos, etc.
- Transporte y accesibilidad: el sistema de líneas de metro, los semáforos, letreros de entrada y salida de edificios, estadios, los contenedores para el reciclaje de basura.
- Industria textil: etiquetado de la ropa y el calzado.
- Esparcimiento: diversos juegos de mesa que utilizan fichas o figuritas de diferentes colores, el famoso juego del UNO, el cubo de Rubik, las piezas de LEGO o de juegos similares, etc.
- Diversos: decoración de interiores (pintura, papel pintado, azulejos, mobiliario, etc.), el maquillaje, material de costura y tejido, telas, banderas de indicaciones , tipos de tubería en las plantas de proceso, etc.

En 2012, Portugal lanzó una serie de sellos titulada «Comunicar los colores» que presentaba el sistema ColorADD.

## Críticas

### Dependencia de la orientación
Una de las principales críticas al sistema ColorADD es que, de manera similar a cómo los números arábigos seis (6) y nueve (9) son imágenes especulares entre sí, algunos de los símbolos de colores pueden confundirse si se invierten. Por ejemplo, los símbolos para el rojo y el azul utilizan el mismo triángulo orientado en una dirección diferente. Dada la composibilidad incorporada en el sistema, los símbolos para el verde y el naranja también son imágenes especulares entre sí.
En algunos usos, este problema se ha abordado añadiendo una línea base para indicar dónde está la parte inferior del símbolo. Esto es similar a lo que se hace con los números arábigos seis y nueve. Esto añade ruido al diseño y puede ralentizar la identificación de algunos símbolos de ColorADD. Mientras que los números arábigos existen desde hace siglos, el sistema ColorADD, mucho más reciente, podría haber sido diseñado teniendo esto en cuenta.

### Colores utilizados como códigos
En muchos casos, los colores se utilizan como un código para algo más. En estos casos, la elección del color suele ser arbitraria. El uso de símbolos de color puede añadir una capa innecesaria de indirección y otros símbolos más directos son mejores opciones.
Por ejemplo, los colores asignados a las líneas en un mapa de transporte son arbitrarios. Además de un color, a menudo se les asigna una letra o número. En lugar de repetir los símbolos de ColorADD, sería preferible repetir la letra o número a lo largo del mapa o elegir una paleta amigable para daltónicos. Otro ejemplo es la codificación de colores de los contenedores de clasificación de residuos. En este caso, serían más útiles los símbolos que representan lo que se puede poner en cada contenedor.